# Corethrella urumense
Corethrella urumense är en tvåvingeart som beskrevs av Ichiro Miyagi 1980. Corethrella urumense ingår i släktet Corethrella och familjen Corethrellidae. Inga underarter finns listade i Catalogue of Life.